# 昆明世界園芸博覧園

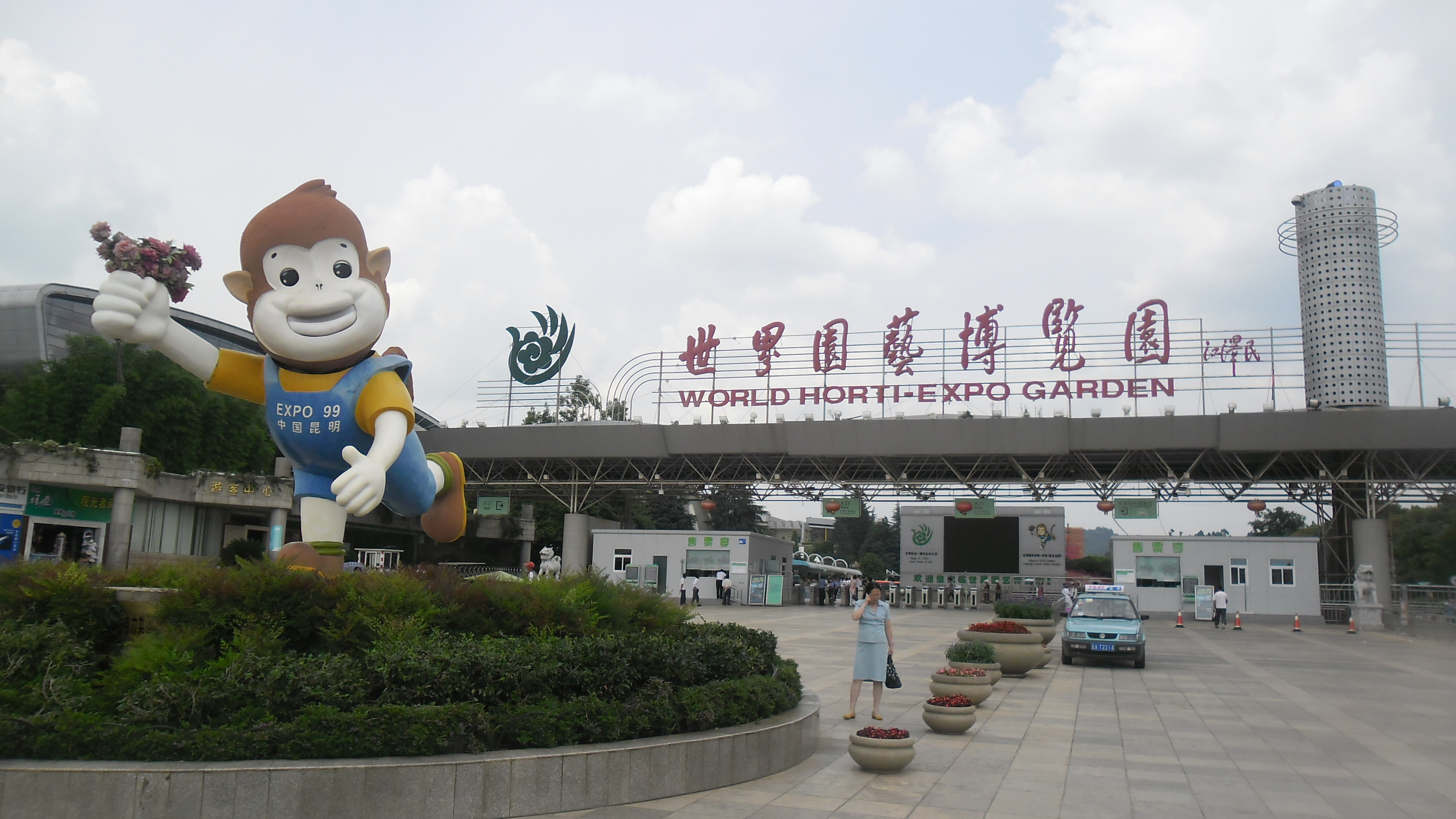
昆明世界園芸博覧園の入口

昆明世界園芸博覧園（こんめいせかいえんげいはくらんえん、中国語: 昆明世界园艺博览园）は、中国雲南省昆明市の北郊外にある公園で、1999年10月に昆明世界園芸博覧会が開催された場所を利用している。国際的な植物園として、昆明市の重要なランドマーク、観光地となっており、中国の5A級観光地（2016年認定）である。
この世界園芸博覧園は218ヘクタールの面積で、5つの屋内展示ホール (中国、人間と自然、温室、科学技術、国際)、6つの庭園 (樹木、茶、盆栽、薬草、竹、野菜と果物）と、国内からの園芸博参加者の34屋外庭園、海外および国際組織の34屋外庭園、および企業の9屋外展示場が残っている。
昆明世界園芸博覧園は、周囲の山、水、森と「完全に調和」するように設計されており、自然から生まれ、自然に戻ることを示している。ここは園芸博開催後も、中国のさまざまな省や地方自治体、さらには世界中からの園芸およびガーデニング作品の大規模なコレクションを主催してきた。

## 園内展示の写真集
園内の模様は、上記中国語版ウィキペディアの写真集にある。